# Jardín Botánico DBW de Visby
El Jardín Botánico DBW (en sueco: De Badande Wännernas botaniska trädgård o también DBW:s botaniska trädgård) es un jardín botánico que se encuentra en la ciudad de Visby, la mayor ciudad de la isla sueca de Gotland. 
Fundado en 1855, las iniciales DBW son por De Badande Wännerna (literalmente: Los Amigos de los Baños), pues aquí se fundó la Sociedad de los Amigos de los Baños a principios de 1900. 

## Localización
El jardín botánico se encuentra próximo a la playa, al norte de Almedalen.
Si va con automóvil, puede aparcar en Kruttornet e ir andando a través de la verja, por la izquierda en Strandgatan.
La entrada principal se encuentra en la esquina de Strandgatan con S:t Olofs alley.
Entre la valla y el mar hay un espacio muy agradable para el paseo. Desde aquí puede entrar en el jardín por la puerta Kärleksporten. 
Otras entradas: 
- Desde Paviljongsplan (entrada norte)
- Desde Tranhusgatan (entrada este)
- Desde S:t Olofs gränd por las ruinas (entrada sur)

Los servicios se encuentran por fuera de la entrada norte. 
DBW:s botaniska trädgård Visby, Gotlands kommun, Sverige-Suecia.
Planos y vistas satelitales.57°38′38″N 18°17′39″E / 57.64389, 18.29417
El jardín está permanentemente abierto al público, libre de tarifas de acceso. 

## Historia
El Jardín Botánico DBW:s se fundó en 1855, gracias a los esfuerzos del Profesor Hans Petter Gustavsson que propugnaba que se debía de dar unos conocimientos prácticos de la Naturaleza viva a la gente joven. 
En sus inicios el jardín se utilizaba como un Huerto, con una gran preponderancia de árboles frutales y de jardinería, arbustos frutales, espárragos, y otras plantas de uso práctico, además era una escuela de jardinería. 
Ya desde un principio era un lugar muy popular de paseo para la gente de la ciudad. 
A principios de la década de 1930, hubo una remodelación del jardín adquiriendo su aspecto actual. 
Entre el 2002 y el 2005 se ha hecho una restauración entre otros del jardín oval, del jardín de hierbas, y de un pequeño curso de agua hacia el estanque.

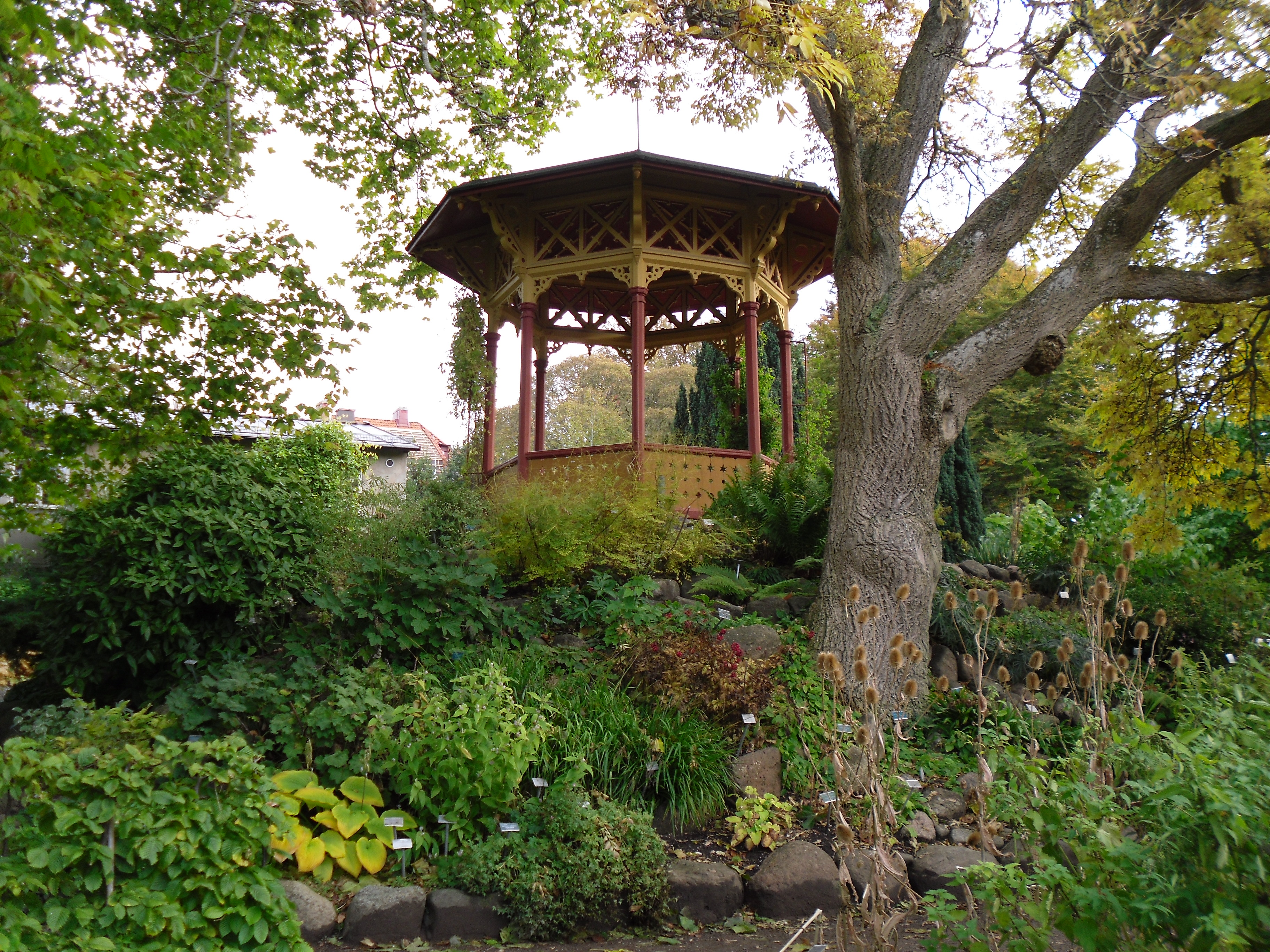
Un rincón del "Visby DBW trädgård".

Últimamente, la casa de verano se pintó con sus colores originales y el jardín de hierbas se remodeló totalmente. Actualmente Ragnar Svenserud es el director del jardín botánico. 

## Colecciones
Gotland tiene el clima más cálido de Suecia, pero la proximidad al mar, y las pantallas que hacen con respecto al viento, el muro y los grandes árboles le proporcionan al jardín, incluso un microclima más cálido. Esto es por lo que en este jardín junto a las rosas y unas ruinas medievales, se pueden ver unas higueras, moreras, nogales, plátanos de indias, tulíperos, magnolias, araucarias y otras plantas que no soportan los crudos inviernos de la mayor parte de Suecia.
La plaza del reloj de sol es el corazón del jardín, donde hay unos arcos por los que trepan los rosales y las clemátides. 
Alrededor del reloj de sol, prosperan plantas exóticas (como los acantos y las euphorbia) junto con otras más comunes. En dirección a la casa de verano se pueden observar arriates de rosas y el renovado jardín de hierbas. 
Entre la plaza del reloj de sol y el mar, se encuentran unas grandes coníferas, que protegen el jardín de los fuertes vientos, sobre todo en otoño y en el invierno. 
En frente de las coníferas, se puede observar una gran colección de dalias, que cada otoño, despliegan una sinfonía de colores.
La pradera de Gotland también está presente en el jardín con moras, liliaceaes, menta dulce...